# Ерро
Ерро, Ерройбар (ісп. Erro (офіційна назва), баск. Erroibar) — муніципалітет в Іспанії, у складі автономної спільноти Наварра. Населення — 777 осіб (2009).
Муніципалітет розташований на відстані близько 340 км на північний схід від Мадрида, 21 км на північний схід від Памплони.
На території муніципалітету розташовані такі населені пункти: (дані про населення за 2009 рік)
- Айнціоа: 17 осіб
- Ерро: 125 осіб
- Есноц: 35 осіб
- Аурісберрі/Еспіналь: 237 осіб
- Лінцоайн: 65 осіб
- Лойсу: 3 особи
- Орондріц: 48 осіб
- Ларрайнгоа: 0 осіб
- Ардайц: 8 осіб
- Урніса: 1 особа
- Сільбеті: 51 особа
- Олаберрі: 0 осіб
- Кінтоа/Кінто-Реаль: 6 осіб
- Мескіріц: 76 осіб
- Урета: 10 осіб
- Сорогайн-Ластур: 1 особа
- Біскаррета-Герендіайн: 94 особи

## Демографія
Динаміка населення (INE ):

## Галерея зображень

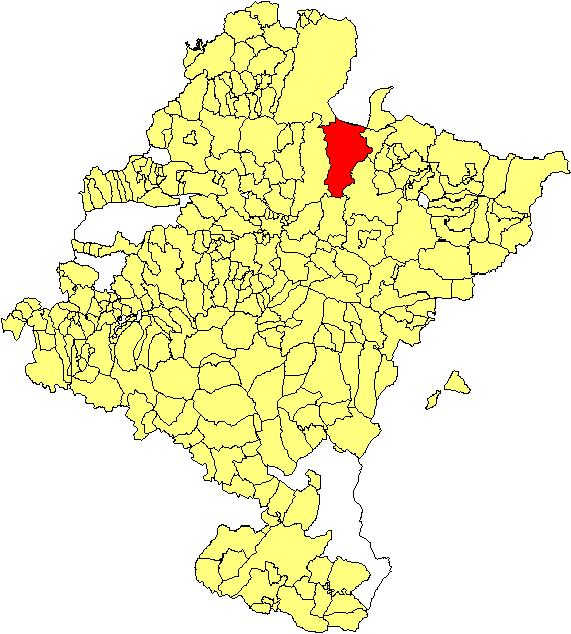
Розташування муніципалітету